# Michèle Andal
 (avril 2021).
Si vous disposez d'ouvrages ou d'articles de référence ou si vous connaissez des sites web de qualité traitant du thème abordé ici, merci de compléter l'article en donnant les références utiles à sa vérifiabilité et en les liant à la section « Notes et références ».
Michèle Andal est une artiste peintre et graveuse française née le 4 décembre 1931 à Paris et morte le 7 mars 2016 à Gennevilliers.

## Biographie
De son vrai nom Esther Lucie Landau, elle naît le 4 décembre 1931 dans le 6e arrondissement de Paris. Son père est le peintre impressionniste Zygmunt Landau (1898-1962).
Son environnement familial lui apporte une grande culture des arts et des langues ainsi qu'un intérêt poussé pour la peinture. Elle suit en conséquence des cours de peinture et de gravure à Brighton en Angleterre, de dessin à l'Académie de la Grande Chaumière et au sein de l'atelier de gravure de son professeur puis époux Paul Franck (1918-1989) à Paris, rue d'Arsonval.
Elle réalise ses œuvres sous le pseudonyme de Michèle Andal. Elle expose dès 1956 à Paris puis les années suivantes à l'international : Londres, Tel-Aviv, Liège, Bruxelles, Skopje… 
Elle passe la fin de sa vie à Colombes et meurt à Gennevilliers le 7 mars 2016 à l'âge de 84 ans.

## Témoignages
- Sur la peinture

« Elle nous présente de grands dessins [...] faits de fines hachures parallèles, ces dessins nuancés par les encres employées, se révèlent a nous telle une architecture mentale venue d'un inconscient transcrit de façon purement automatique. »

— Guy Vandeloise.
- Sur le dessin

« The artist (M. A.) discusses the style and the execution of the pen and ink drawings that she has made during the past eight years. She explains, in particular, the changes that have occurred in the structure of their penned lines. Her earlier works are suggestive of vague recognizable architectural objects and also of an architectural concept emphasizing parts rather than the entirety of a structure. In more recent works the depiction of objects is no longer emphasized but rather the depiction of materials and of their textures in particular. Recently, she has drawn on surfaces painted in colored acrylics. Photographs of a number of her works are reproduced. »

— Guy Rumé

## Muséographie
- Musées royaux des Beaux-Arts de Belgique, Bruxelles, Belgique
- Bibliothèque Nationale, Paris, France
- Musée de Skopje, Macédoine

## Principales expositions
- 1966 : Novi Sad, Université
- 1966-1968 : Cracovie
- 1969 : Liège, Première Biennale
- 1969-1973 : Paris, Bibliothèque Nationale, exposition d'estampes
- 1972 : Ibiza-Graphic
- 1972 : Philippines, Gallery Bleue
- 1974 : Ségovie, Première internationale
- 1992 : Paris, Bibliothèque nationale, exposition d'estampes De Bonnard à Baselitz : Dix ans d'enrichissement du Cabinet des Estampes (1978- 1988)[5]
- 2002 : Liège, Galerie Wégimont, hommage rendu à deux de ses plus grands artistes Paul Franck et Michèle Andal son épouse qui y ont vécu.